# 시아오사우루스
시아오사우루스(Xiaosaurus)는 쥐라기 중기, 아시아 대륙에 서식한 2족보행의 초식공룡이다. '조반류'에 속하는 종이다. 학명은 중국어 xiao(小:little)에서 유래되었고, "작은 도마뱀"이라는 의미를 갖고 있다. 다리는 짧고, 정강이와 발목이 길고 단단하다. 화석은 중국 사천성 부근에서 발견되었다. 몸길이는 1m밖에 되지 않는다.